# Einsatzgruppe H
L'Einsatzgruppe H fu un reparto degli Einsatzgruppen, gli squadroni della morte paramilitari della Germania nazista. Alla fine di agosto 1944 fu creata una task force speciale di oltre 700 soldati con lo scopo di deportare o uccidere gli ebrei rimasti in Slovacchia in seguito alla soppressione della rivolta nazionale slovacca. Durante i suoi sette mesi di esistenza, l'Einsatzgruppe H collaborò con le divisioni della guardia Hlinka arrestando 18.937 persone, di cui almeno 2.257 furono assassinate; altre migliaia furono deportate nei campi di concentramento nazisti, principalmente ad Auschwitz. Le vittime inclusero ebrei, rom, partigiani slovacchi effettivi o presunti, oppositori politici reali o presunti. Una delle sue unità componenti, l'Einsatzkommando 14, fu protagonista dei due più grandi massacri nella storia della Slovacchia, avvenuti a Kremnička e Nemecká.

## Contesto storico
Il 14 marzo 1939, lo Stato slovacco proclamò la propria indipendenza sotto la protezione della Germania nazista. Secondo lo USHMM, la persecuzione degli ebrei fu "prioritaria per la politica interna dello stato slovacco". Tra il 26 marzo e il 20 ottobre 1942 furono deportati circa 57.000 ebrei, due terzi degli ebrei slovacchi residenti, di cui solo poche centinaia sopravvissero alla guerra. Nel 1943, la sconfitta di Stalingrado fece rivoltare molti slovacchi contro il regime allineato all'Asse e il governo si rifiutò di continuare con le deportazioni: fu ormai evidente che la Germania non avrebbe vinto la guerra, e le elevate perdite sul fronte orientale fecero sì che molti slovacchi e gran parte dell'esercito si rivoltassero contro il regime, in molti si nascosero sui monti dando vita a diverse formazioni partigiane.
Preoccupata per l'aumento della resistenza e sospettando della lealtà degli slovacchi, la Germania invase la Slovacchia, bloccando la rivolta nazionale slovacca, scoppiata il 29 agosto 1944. L'Ufficio RSHA incaricò l'Einsatzgruppe H di attuare la Soluzione Finale in Slovacchia, e di deportare o di uccidere i 25.000 ebrei etnici rimasti in Slovacchia. Per evitare la deportazione, la maggior parte degli ebrei sfruttarono le esenzioni in vigore che impedivano la deportazione come la conversione al cristianesimo o i matrimoni misti o l'essere ritenuti essenziali per l'economia. A causa dell'avanzata dell'Armata Rossa in Polonia, i nazisti cercarono di deportare gli ebrei rimasti in Slovacchia ad Auschwitz il più velocemente possibile, poiché il campo avrebbe chiuso le sue camere a gas a novembre.

## Formazione
L'Einsatzgruppe H e le sue due unità principali, l'Einsatzkommando 13 e 14, furono formate a Brno, nel protettorato di Boemia e Moravia, allo scoppio della rivolta nazionale slovacca il 28 o 29 agosto. Il suo comandante fu l'SS-Obersturmbannfuhrer Josef Witiska. Le altre unità tedesche furono incaricate della repressione militare della rivolta; l'obiettivo principale dell'Einsatzgruppe H fu di attuare la soluzione finale in Slovacchia: a tal fine intervenne compiendo anche delle azioni militari contro i partigiani, con rastrellamenti e massacri. L'unità presentò inoltre i rapporti regolari e dettagliati a Berlino riguardanti tutti gli aspetti della vita in Slovacchia, inclusa la situazione militare, degli ebrei, dell'opinione pubblica e culturale. Superò inoltre il suo mandato prendendo di mira altri gruppi "nemici", inclusi partigiani e rom.

## Ruolo militare
Il generale delle SS Gottlob Berger, nominato comandante militare tedesco in Slovacchia per sopprimere la rivolta, e i suoi superiori a Berlino, credettero che i partigiani sarebbero stati sconfitti in pochi giorni. Nonostante gli avvertimenti di Karl Hermann Frank, furono inviate poche truppe tedesche, quindi l'Einsatzgruppe H fu impiegato nelle azioni militari attive, concentrandosi sul disarmo delle unità dell'esercito slovacco considerate inaffidabili. A causa del suo fallimento nel reprimere la rivolta, Berger fu richiamato dopo tre settimane e lo sostituì il generale Hermann Höfle. Banská Bystrica, il quartier generale dei ribelli, cadde il 27 ottobre e i partigiani cambiarono la loro strategia scegliendo la guerriglia.

### Azioni antiebraiche
Due giorni dopo lo scoppio della ribellione, Witiska incontrò: Gottlob Berger; l'ambasciatore tedesco in Slovacchia, Hans Ludin; Erich Ehrlinger dell'RSHA; Erwin Weinmann, comandante delle SS e SD nel Protettorato. Lo scopo dell'incontro fu di discutere come attuare una "soluzione radicale" (in tedesco: radikale Lösung) alla "questione ebraica" in Slovacchia.
La maggior parte degli ebrei furono catturati durante i rastrellamenti o furono imprigionati nelle carceri locali oppure portati a Bratislava, in seguito furono inviati al campo di concentramento di Sereď per la successiva deportazione. In molti casi le autorità locali fornirono gli elenchi degli ebrei presenti; a questo punto, gli ebrei furono a conoscenza che la deportazione significasse la loro probabile morte, così in molti cercarono di fuggire, di nascondersi o di evitare in qualunque modo l'arresto. L'atteggiamento della popolazione locale fu ambivalente; alcuni rischiarono la vita per nascondere gli ebrei, mentre altri li denunciarono alla polizia.
Dopo la rivolta, l'Einsatzgruppe H collaborò con le Divisioni di emergenza della Guardia Hlinka (in slovacco: Pohotovostné oddiely Hlinkovej gardy, POHG) e l'altra organizzazione paramilitare locale della Volksdeutsche, la Heimatschutz (HS), per creare un'atmosfera di terrore nella Slovacchia rurale, perpetrando delle esecuzioni pubbliche e dei massacri di ebrei, di rom e di coloro sospettati di sostenere i partigiani. Il successo dell'Einsatzgruppe H fu in gran parte dovuto alle denunce e alla collaborazione del POHG e dell'HS, che furono in grado di spacciarsi per partigiani grazie alla loro conoscenza del luogo e alla capacità di parlare lo slovacco. Questi collaboratori parteciparono ai massacri, aiutarono negli interrogatori e perquisirono le case degli ebrei nascosti.

## Organizzazione
L'Einsatzgruppe H fu organizzato gerarchicamente come le altre unità Einsatzgruppe, gestito dalla sede centrale di Bratislava, dove Witiska mantenne un ufficio con circa 160 dipendenti. Al suo apice, l'unità fu composta da sei sottogruppi con quartier generale fisso: Sonderkommando 7a, Einsatzkommando 13 e 14, zb-V Kommando 15, 27 e 29. Di questi, Einsatzkommando 13 e 14 e zb-V Kommando 27 furono di nuova formazione, mentre le altre unità furono trasferite da altre mansioni. Non tutti furono subordinati all'Einsatzgruppe H per le loro attività in Slovacchia; ad esempio, zb-V Kommando 27, che operava nella Slovacchia orientale dal settembre 1944, fu subordinato all'ufficio SD di Cracovia fino al gennaio 1945. Ad eccezione di zb-V Kommando 15, sciolto a febbraio, le unità continuarono ad esistere fino all'occupazione della Slovacchia da parte dell'Armata Rossa quando la maggior parte del personale fuggì in Moravia. Si stima che più di 700 soldati prestarono servizio nell'Einsatzgruppe H.
Dal punto di vista organizzativo, l'unità fece parte della Wehrmacht, ma non fu mai sotto il controllo operativo della Wehrmacht. Il 15 novembre 1944 l'unità fu trasferita sotto il controllo della SD e cessò di essere chiamata ufficialmente Einsatzgruppe H, pur mantenendo lo stesso personale. Pochi giorni dopo, Witiska fu promosso a capo del SiPo e della SD in Slovacchia, mantenendo il controllo dell'unità.
Sebbene i membri dell'unità fossero molto diversi in termini di età, istruzione e affiliazione al partito nazista, la maggior parte aveva precedenti esperienze di combattimento o di partecipazione nelle operazioni della retroguardia e solo alcuni furono slovacchi.

### Einsatzkommando 13
L'Einsatzkommando 13 fu al comando di Otto Koslowski, Hans Jaskulsky e poi di Karl Schmitz. 446 ebrei furono radunati nella Slovacchia occidentale e centrale, detenuti nella prigione di Ilava prima di essere deportati da Žilina nei campi di concentramento in Germania.
Il 13 e 14 settembre, l'unità effettuò un rastrellamento a Žilina, arrestando centinaia di ebrei, prima detenuti a Sereď e Ilava, in seguito deportati nei campi di concentramento, in particolare ad Auschwitz: in pochi sopravvissero alla guerra.

### Einsatzkommando 14
Einsatzkommando 14, fu al comando di Georg Heuser, fu l'unità principale dell'Einsatzgruppe H. Heuser fu il comandante del SiPo a Minsk, dove contribuì a organizzare le fucilazioni di massa degli ebrei bielorussi. L'Einsatzkommando 14 avanzò dietro la prima linea delle SS Kampfgruppe Schill da Nitra a Topoľčany, dove istituì una sede provvisoria. A metà settembre, l'unità si spostò più a est verso Baťovany e, dopo la caduta di Banská Bystrica alla fine di ottobre, si trasferì in quella località.
L'unità fu responsabile di 2.876 omicidi, inclusi i maggiori massacri in territorio slovacco: il massacro di Kremnička, con almeno 747 vittime, e il massacro di Nemecká, con circa 900 vittime. Questi massacri furono commessi in collaborazione con il POHG e l'HS:
- 3 settembre: l'unità portò avanti la caccia agli ebrei nascosti a Topoľčany.[27]
- 11 settembre 1944: l'unità uccise 350 ebrei a Nemčice (vicino a Topoľčany), comprese donne, bambini e un neonato di quattro mesi.[19]
- 3 ottobre: 48 persone furono uccise a Martin per presunte attività partigiane.[19]
- 24 novembre: l'unità arrestò 109 rom del villaggio di Ilija, comprese donne e bambini, e successivamente fucilati a Kremnička.[19]
- 12 dicembre: 31 persone furono prelevate dal carcere di Brezno e uccise in un campo vicino. I corpi furono sepolti in una trincea poco profonda e riesumati dieci giorni dopo dai tedeschi persuasi con un presunto pericolo per la salute. Le vittime inclusero diversi partigiani e un'intera famiglia ebrea, tra cui Ladislav Ferenc di sette anni.[31]
- gennaio 1945: quattro presunti guerriglieri furono impiccati a Zlaté Moravce.[19]
- Sempre a gennaio: sette ebrei trovati nascosti a Donovaly furono fucilati insieme al soccorritore e la casa fu data alle fiamme.[19]

### Einsatzkommando 29
L'Einsatzkommando 29 fu composta in gran parte dai membri dell'Heimatschutz; insieme ad altri collaboratori locali portarono avanti il rastrellamento del 28 settembre a Bratislava organizzato da Alois Brunner. Il 26 settembre i tedeschi fecero irruzione nel Centro Ebraico, ottenendo così l'elenco degli ebrei in base al quale prepararono l'operazione. Nella notte del 28 settembre, 1.600 o 1.800 ebrei a Bratislava furono arrestati e trattenuti fino alle 6 del mattino, quando furono caricati sui vagoni merci e trasportati nel campo di Sereď, arrivando alle 2 del mattino del 30 settembre. Alla fine del mese furono deportati nel campo di concentramento di Auschwitz, dove la maggior parte di loro fu assassinata. In particolare, tra le vittime ci furono la maggior parte dei dirigenti del gruppo di lavoro, un'organizzazione di resistenza ebraica. Questa fu la più grande retata in Slovacchia e un esempio di collaborazione slovacca.
Dopo l'operazione di settembre, l'Einsatzkommando 29 istituì un ufficio nell'ex Centro ebraico per dare la caccia agli altri ebrei nascosti. Una volta catturati, gli ebrei venivano interrogati e torturati se non consegnavano i nomi e gli indirizzi degli altri ebrei nascosti. I corpi delle vittime torturate a morte furono gettati nel Danubio.

## Risultati
Secondo i registri ufficiali dell'Einsatzgruppe H, l'unità arrestò 18.937 persone: 9.653 ebrei, 3.409 "banditi" (veri o presunti partigiani), 2.186 disertori, 714 membri della resistenza, 172 rom e altre 546 persone. Di questi, 2.257 furono sottoposti a Sonderbehandlung (esecuzione sommaria). L'unità catturò i leader della rivolta slovacca, i generali Jan Golian e Rudolf Viest, così come alcuni militari americani e britannici, oltre a dei soldati tedeschi sospettati di disfattismo o omosessualità.
Dopo la liberazione della Slovacchia da parte dell'Armata Rossa, furono scoperte 211 fosse comuni con 5.304 vittime fucilate dalle forze dell'Asse tra la fine del 1944 e l'inizio del 1945; un quarto delle vittime furono donne e bambini. Circa 90 villaggi furono rasi al suolo. Dei circa 25.000 ebrei presenti in Slovacchia all'inizio della rivolta, 13.500 furono deportati (la maggior parte dei quali morirono) e diverse centinaia furono massacrati in Slovacchia.

## Processi
Witiska si suicidò nel 1946 durante la prigionia, per evitare di essere processato in Cecoslovacchia. Koslowski, il comandante dell'Einsatzkommando 13, fu condannato a morte da un tribunale cecoslovacco e giustiziato a Brno nel 1947. Ventidue ufficiali furono condannati, quattro dei quali in Cecoslovacchia per i crimini commessi nelle terre ceche, tre in Jugoslavia, due in Polonia e uno ciascuno in Austria, Slovacchia e Francia, i restanti furono condannati dalla Germania ma queste condanne furono per altri crimini. La maggior parte dei membri dell'unità evitò il processo per crimini di guerra e fece carriera in Germania Ovest.
Quindici procedimenti giudiziari relativi all'unità furono aperti nella Germania Ovest, per lo più relativi alla deportazione e all'assassinio degli ebrei slovacchi. Solo un uomo, Silvester Weiss, non fu mai incriminato da un tribunale tedesco per i crimini commessi nell'unità; nacque il 27 novembre 1925 in Slovacchia e fu processato ai sensi del diritto minorile nel 1964. Dopo essere stato condannato per il suo ruolo nell'omicidio di un ostaggio, fu rilasciato con la condizionale e non scontò alcuna pena detentiva.
Secondo la storica ceca Lenka Šindelářová, parte del fallimento nel ritenere responsabili gli autori fu la mancanza di volontà da parte degli investigatori tedeschi, sebbene anche la difficoltà di ottenere prove 20 anni dopo i fatti e la prescrizione abbiano impedito di arrivare al processo. Alcuni altri membri dell'Einsatzgruppe H furono condannati come complici di omicidio per i crimini commessi con le altre unità, ma queste condanne furono tipicamente leggere; una persona fu condannata a sei anni di carcere per l'omicidio di 28.450 persone. Heuser, responsabile dei massacri dell'Einsatzkommando 14, arrivò a una posizione di alto livello nel servizio di polizia della Germania occidentale prima di essere condannato per aver assistito all'omicidio di 11.000 persone a Minsk e dintorni come membro della Gestapo. Fu rilasciato dopo aver scontato sei anni contro i 15 della condanna.
L'argomento dell'Einsatzgruppe H è stato poco studiato fino alla pubblicazione del libro di Šindelářová, Finale der Vernichtung: die Einsatzgruppe H in der Slowakei 1944/1945 nel 2013, basato sulla sua tesi di laurea presso l'Università di Stoccarda.

### Approfondimenti
- (DE) Lenka Šindelářová, Finale der Vernichtung: die Einsatzgruppe H in der Slowakei 1944/1945, Darmstadt, Wissenschaftliche Buchgesellschaft, 2013, ISBN 978-3-534-73733-8.
- (CS) Lenka Šindelářová, Einsatzgruppe H: působení operační skupiny H na Slovensku 1944/1945 a poválečné trestní stíhání jejích příslušníků, Banská Bystrica, Academia, 2015, ISBN 9788020024275.

| Controllo di autorità | J9U (EN, HE) 987007585471105171 |